# Jerez Industrial CF
A Jerez Industrial CF, teljes nevén Jerez Industrial Club de Fútbol egy spanyol labdarúgócsapat. A klubot 1951-ben alapították, jelenleg a negyedosztályban szerepel.
2010-ben a klub a csőd szélére került, ám a Glenn Hoddle Academyvel kötött ötéves megállapodás után megmenekült a megszűnéstől.

## Története
A klubot 1951-ben alapították, országos bajnokságig hat év múlva jutott el először. Első tétmérkőzését 1952. január 6-án játszotta a Cádiz ellen. Ez egygólos vereséggel végződött, a Jerez végül első szezonját a harmadik helyen zárta. 1958-ban játszotta első tétmérkőzését a városi rivális Xerezzel.
1968-ban a Jerez története során először feljutott a másodosztályba, ám mivel csak huszadikként zárt, rögtön ki is esett onnan. Egy évvel később a harmadosztályból is kiesett, és öt évet regionális szinten töltött. Egészen 2009-ig legfeljebb a Tercera Divisiónban játszhatott, amely időközben a negyedosztály szerepét vette át. 2009-ben feljutott a Segunda B-be, ám itt ismét csak egy szezont tölthetett. A kiesés mellett az egyre nagyobb tartozások is komoly feladat elé állították a vezetőséget. A megoldást végül a Glenn Hoddle Akadémia (alapítója a korábbi angol válogatott labdarúgó, Glenn Hoddle) 150 ezer eurós segítséges jelentette.
A pénz után nyolc angol játékos is érkezett az akadémiáról Jerezbe. Velük sem sikerült megakadályozni a kiesést, ám ennek ellenére a felek ötéves szerződést kötöttek, megmentve a csapatot a csődtől. Az összes labdarúgással kapcsolatos ügyért Hoddle lett a felelős.
2011 márciusában az első játékosok visszatértek Angliába, így egy ideig mindössze az ificsapat állt rendelkezésre a felnőtt bajnokik lejátszására. Később az ő helyükre tizenkét új labdarúgó érkezett a szezon végéig.

## Statisztika
| Szezon  | Osztály    | Poz. | Copa del Rey |
| ------- | ---------- | ---- | ------------ |
| 1951–57 | Regionális | —    |              |
| 1957/58 | 3ª         | 1.   |              |
| 1958/59 | 3ª         | 5.   |              |
| 1959/60 | 3ª         | 8.   |              |
| 1960/61 | 3ª         | 5.   |              |
| 1961/62 | 3ª         | 3.   |              |
| 1962/63 | 3ª         | 9.   |              |
| 1963/64 | 3ª         | 1.   |              |
| 1964/65 | 3ª         | 3.   |              |
| 1965/66 | 3ª         | 1.   |              |
| 1966/67 | 3ª         | 2.   |              |
| 1967/68 | 3ª         | 3.   |              |
| 1968/69 | 2ª         | 20.  |              |
| 1969/70 | 3ª         | 10.  |              |
| 1970–75 | Regionális | —    |              |
| 1975/76 | 3ª         | 10.  |              |
| 1976/77 | 3ª         | 12.  |              |
| 1977/78 | 3ª         | 13.  |              |

| Szezon  | Osztály    | Poz. | Copa del Rey |
| ------- | ---------- | ---- | ------------ |
| 1978/79 | 3ª         | 14.  |              |
| 1979/80 | 3ª         | 19.  |              |
| 1980/81 | 3ª         | 12.  |              |
| 1981/82 | 3ª         | 6.   |              |
| 1982/83 | 3ª         | 9.   |              |
| 1983/84 | 3ª         | 15.  |              |
| 1984/85 | 3ª         | 16.  |              |
| 1985/86 | 3ª         | 17.  |              |
| 1986–90 | Regionális | —    |              |
| 1990/91 | 3ª         | 16.  |              |
| 1991/92 | 3ª         | 12.  |              |
| 1992/93 | 3ª         | 13.  |              |
| 1993/94 | 3ª         | 13.  |              |
| 1994/95 | 3ª         | 15.  |              |
| 1995/96 | 3ª         | 18.  |              |
| 1996–00 | Regionális | —    |              |
| 2000/01 | 3ª         | 5.   |              |
| 2001/02 | 3ª         | 2.   |              |

| Szezon  | Osztály    | Poz. | Copa del Rey |
| ------- | ---------- | ---- | ------------ |
| 2002/03 | 3ª         | 7.   |              |
| 2003/04 | 3ª         | 6.   |              |
| 2004/05 | 3ª         | 12.  |              |
| 2005/06 | 3ª         | 14.  |              |
| 2006/07 | 3ª         | 15.  |              |
| 2007/08 | 3ª         | 14.  |              |
| 2008/09 | 3ª         | 2.   |              |
| 2009/10 | 2ªB        | 18.  |              |
| 2010/11 | 3ª         | 18.  |              |
| 2011/12 | Reg. Pref. | —    |              |

## Jelenlegi keret
2011. június 24. szerint.
| # |       | Poszt | Név              |
| - | ----- | ----- | ---------------- |
|   | ENG   | K     | James Beasant    |
|   | Wales | K     | Daniel Hanford   |
|   | ENG   | K     | Billy Lumley     |
|   | ENG   | V     | Omar Beckles     |
|   | ENG   | V     | Dan Cayford      |
|   | ENG   | V     | Joe Cobb         |
|   | ENG   | V     | Pierre Hall      |
|   | ENG   | V     | Jack Lampe       |
|   | ENG   | V     | Joe Lamplough    |
|   | NIR   | V     | Sean McCashin    |
|   | IRL   | V     | Callum Morris    |
|   | ENG   | V     | James Tyrrell    |
|   | ENG   | V     | Curtley Williams |
|   | ENG   | V     | Curtis Wynter    |
|   | ENG   | KP    | Samuel Clucas    |

| # |     | Poszt | Név               |
| - | --- | ----- | ----------------- |
|   | ENG | KP    | Jay Folkes        |
|   | IRL | KP    | David Hutton      |
|   | ENG | KP    | Dominic Merella   |
|   | ENG | KP    | Matthew Richards  |
|   | ENG | KP    | George Thomson    |
|   | ENG | KP    | Nathan Woolfe     |
|   | ENG | CS    | Fergus Bell       |
|   | ENG | CS    | Luke Benbow       |
|   | ENG | CS    | Lathan Forrester  |
|   | ENG | CS    | Alex Fisher       |
|   | ENG | CS    | Jordan Hugill     |
|   | ESP | CS    | Alberto Valtierra |
|   | ENG | CS    | Alex Whittle      |

## Ismertebb játékosok
- Dragoslav Čakić
- Rubén Epitié
- José Bello Amigo
- Juan José
- José Luis Garzón
- Chico